# Нобль-Контре
Нобль-Контре (фр. Noble-Contrée) — громада  в Швейцарії в кантоні Вале, округ Сьєр.

## Географія
Громада розташована на відстані близько 75 км на південь від Берна, 16 км на північний схід від Сьйона.
Нобль-Контре має площу 6,5 км², з яких на 26,2% дозволяється будівництво (житлове та будівництво доріг), 47,2% використовуються в сільськогосподарських цілях, 25,3% зайнято лісами, 1,2% не є продуктивними (річки, льодовики або гори).

## Демографія
2019 року в громаді мешкало 4512 осіб (+9,6% порівняно з 2010 роком), іноземців було 13,6%. Густота населення становила 694 осіб/км².
За віковим діапазоном населення розподілялося таким чином: 21,4% — особи молодші 20 років, 57% — особи у віці 20—64 років, 21,6% — особи у віці 65 років та старші. Було 1889 помешкань (у середньому 2,4 особи в помешканні).
Із загальної кількості 632 працюючих 153 було зайнятих в первинному секторі, 113 — в обробній промисловості, 366 — в галузі послуг.